# SchwuZ

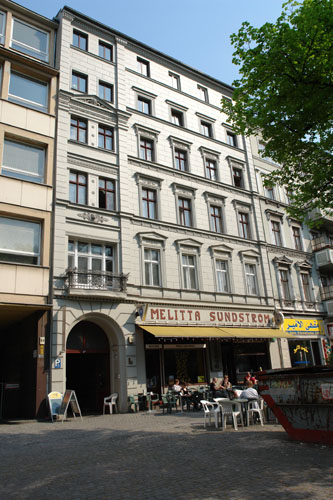
Здание на Mehringdamm 61

SchwuZ (произносится «швуц»; сокращение от Schwules Zentrum — «гей-центр») — первый альтернативный культурно-досуговый гей-центр Западного Берлина. Основан в 1977 году ЛГБТ-организацией Homosexuelle Aktion Westberlin. В отличие от других многочисленных уже существовавших гей-центров «для своих», SchwuZ с самого момента своего создания позиционировал себя как открытый клуб для всех интересующихся.
В первые годы после своего основания центр располагался сначала на Кульмер-Штрассе в Шёнеберге, затем с 1987 года на Хазенхайде в Кройцберге. В 1995 году центр переехал в подвал дома 61 на проспекте Мерингдамм в Кройцберге, где он и расположен по сей день. В этом же здании с 1989 года расположен и Музей гомосексуальности.
SchwuZ послужил отправной точкой в организации первого берлинского прайда Christopher Street Day в 1979 году. В его стенах зародился журнал Siegessäule.
В 1990 году в клубе проходил первый торжественный банкет по случаю вручения премии «Тедди».
В помещениях центра расположен также клуб, стены которого послужили первыми площадками для выступления таких коллективов и исполнителей как Teufelsberg Produktion, Die Tödliche Doris, Кора Фрост и Rosenstolz.
В 2007 году в центре проходил международный фестиваль короткометражных ЛГБТ-фильмов Xposed.